# Třída Jerong
Třída Jerong je třída hlídkové čluny Malajsijského královského námořnictva. Jedná se o lokálně postavenou variantu útočných člunů německé loděnice Lürssen. Celkem bylo postaveno šest jednotek této třídy.

## Stavba
Šestici hlídkových člunů této třídy postavila malajsijská loděnice Hong Leung-Lurssen v Butterworthu ve městě Seberang Perai ve státě Penang. Do služby byly přijaty v letech 1976–1978.
Jednotky třídy Jerong:
| Jméno         | Spuštěna          | Vstup do služby    | Status  |
| ------------- | ----------------- | ------------------ | ------- |
| Jerong (3505) | 28. července 1975 | 23. března 1976    | aktivní |
| Tudak (3506)  | 16. března 1976   | 16. června 1976    | aktivní |
| Paus (3507)   | 2. června 1976    | 18. srpna 1976     | aktivní |
| Yu (3508)     | 17. července 1976 | 15. listopadu 1976 | aktivní |
| Baung (3509)  | 5. října 1976     | 11. července 1977  | aktivní |
| Pari (3510)   |                   | 23. března 1978    | aktivní |

## Konstrukce
Plavidla jsou vybavena navigačním radarem Decca 1226. Jsou vyzbrojena jedním 57mm kanónem Bofors L/70 Mk1 na přídi a jedním 40mm kanónem Bofors na zádi. Pohonný systém tvoří tři diesely MTU 16V 538 TB90, každý o výkonu 3 600 bhp, pohánějící tři lodní šrouby. Nejvyšší rychlost dosahuje 32 uzlů. Dosah je 2000 námořních mil při rychlosti 15 uzlů.